# Роберт III де Ла Марк
Роберт III де Ла Марк (на френски: Robert III de la Marck; на немски: Robert III von der Marck; * 1492 или 1493 в Седан; † 21 декември 1536 в Лонжюмо, Есон (департамент)|департамент Есон) от фамилията Ла Марк е господар на дворец Тиери, Флоранж и Седан (1536 – 1537), военен през Италианските войни, от 1526 г. маршал на Франция.
Той е най-големият син на Роберт II де Ла Марк (1468 – 1536) и съпругата му Катерина де Крой († 1544), дъщеря на граф Филип I де Крой (1434 – 1482), губернатор на Люксембург, и на графиня Валпурга де Мьорс († 1482). Племенник е на Ерард де Ла Марк (1472 – 1538), кардинал, княжески епископ на Лиеж (1505 – 1538).
Роберт III де Ла Марк участва 1513 г. в битката при Новара, в която баща му му спасява живота. През 1525 г. той е пленен в битката при Павия. През 1526 г. той става маршал на Франция. Той пише мемоари за времето от 1519 до 1521 г., които са издадени през 1753 г.
Роберт III де Ла Марк умира на 21 декември 1536 г. в Лонжюмо и е погребан в Седан.

## Фамилия
Роберт III де Ла Марк се жени на Великден 1 юни 1510 г. във Вини, Франция за Гуилемета фон Саарбрюкен-Комерси (* 1490; † 20 септември 1571), наследничка на Брен, дъщеря на граф Роберт II фон Саарбрюкен-Комерси († 1504) и Мари д' Амбоаз († 1519). Те имат един син:
- Роберт IV де Ла Марк (* 5 януари 1512; † 4 ноември 1556), херцог на Буйон, 1547 г. маршал на Франция, женен на 19 януари 1538 г. в Париж за графиня Франсоаз дьо Брезе († 14 октомври 1577), внучка на принеса Шарлота Френска († 1477); има девет деца.